# Памятник Чернышевскому (Москва)
Памятник Николаю Гавриловичу Чернышевскому установлен в 1988 году в Москве в сквере у площади Покровские Ворота. Авторы монумента — скульптор Ю. Г. Нерода и архитектор В. А. Петербуржцев. Он входит в список выявленных городских памятников, подлежащих учёту и охране и нуждающихся в первоочередном поддержании в экспозиционном виде.
Бронзовая скульптура Чернышевского установлена на прямоугольном постаменте из чёрного гранита с металлической вставкой. Он изображён задумчиво сидящим на скамье. Чернышевский одет в традиционную для своего времени крылатку, на носу круглые очки, руки сложены на коленях. Его образ обобщён, но узнаваем. Пластика скульптуры динамична и мягка. Скульптор изобразил Чернышевского скорее в образе философа, нежели революционера.
На передней грани постамента надпись «Николай Гаврилович Чернышевский». Постамент стоит на невысокой плите из серого гранита, позади — полукруглая гранитная стена с «причальными» кольцами. Памятник находится в центре круглой площадки, вымощенной камнями. По её краям установлены четыре фонаря, сделанные под старину.
Место установки памятника связано с тем, что проходящая здесь улица Покровка на тот момент носила имя Чернышевского. Памятник был торжественно открыт 24 июня 1988 года — к 160-летию со дня рождения Чернышевского.